# Цыденов, Баста Гуруевич
Баста́ Гуру́евич Цыде́нов (26 марта 1952, кишлак Ховалинг, Ховалингский район, Кулябская область, Таджикская ССР, СССР) ― российский бурятский театральный актёр, Заслуженный артист Бурятской АССР (1989), Народный артист Республики Бурятия (2016), актёр Бурятского государственного академического театра драмы им. Х. Намсараева с 1978 года.

## Биография
Родился 26 марта 1952 года в кишлаке Ховалинг, Ховалингский район, Кулябская область, Таджикская ССР.
В 1976 году окончил режиссёрский факультет Восточно-Сибирского государственного института культуры. В 1978 году начал служить в Бурятском государственном академическом театре драмы имени Хоца Намсараева. Здесь сыграл более 50 ролей на бурятском и русском языках.
В 1990 году Цыденов исполнил главную роль Дамдина-ламы в спектакле «Дамдин-лама» (Б. Эрдынеев и Р. Бадмаев), за эту работу был награждён Государственной премией Республики Бурятия. Спектакль стал участником Всепольского театрального фестиваля в городе Еленя-Гура (Польша). В том же году блестяще сыграл главную роль Короля-оленя в спектакле «Король-олень» (К. Гоцци).
Затем учился на режиссёрских курсах и проходил стажировку при ГИТИСе в мастерской режиссёра Бориса Юхананова.
В 1995—1997 годах участвовал в театральном проекте «Белый Олень» режиссёра Бетина Воеводе (Германия). С 1999 года принимал участие в семинарах великого японского режиссёра-экспериментатора Тадаши Сузуки в Москве и Японии.
В 2006 году в Бурятском драматическом театре в качестве режиссёра поставил спектакль «Утиная охота» (А. Вампилов). На фестивале современной драматургии имени Александра Вампилова в Иркутске (2007) за этот спектакль был удостоен диплома.
В 2008 году сыграл главную роль в постановке «Максар. Степь в крови» (по «Макбету» В. Шекспира). Спектакль был показан в Барнауле на фестивале «Сибирский транзит». Цыденов был удостоен диплома фестиваля в номинации «Лучшая мужская роль». Спектакль был также выдвинут на соискание премии «Золотая маска», номинировался в пяти номинациях, в том числе «Лучшая мужская роль Макбет-Максар — Б.Цыденов».
В постановке «Путь к просветлению» исполнил сразу две главные роли — Отца Жамьяна и Эрдэни-ламы. В этой работе актёр раскрыл философско-буддийское толкование мира, заставляющее задумываться о смысле жизни: «человек рождается — свеча горит, человек умирает — свеча гаснет». В апреле 2010 года спектакль был включен в программу показа фестиваля «Золотая маска» в Москве.
В пьесе «Гроза» китайского драматурга Цао Юй) артист сыграл главную роль Пу Юаня, отца семейства, крупного предпринимателя. Эта постановка была включена в программу международного фестиваля, посвященный 100-летию великого драматурга, и в этом большая заслуга Басты Цыденова.
В мае 2012 года в премьере спектакля «Турандот» исполнил роль китайского императора Альтоума. Также Цыденов сыграл роль сына в фильме режиссёра Баира Дышенова «Наказ матери», показанном в рамках смотра короткометражных фильмов на кинофестивале в Каннах.

## Театральные роли
- Хоца Намсараев «Кнут тайши» — Тарба Жигжитов
- Афанасий Салынский «Барабанщица» — профессор
- Всеволод Вишневский «Оптимистическая трагедия» — матрос Балтийского флота
- Александр Вампилов «Провинциальные анекдоты» — скрипач Базильский
- Даширабдан Батожабай «Катастрофа» — Уйгур
- Чингиз Айтматов «Материнское поле» — Масалбек
- Александр Вампилов «Старший сын» — Бусыгин
- Александр Островский «На всякого мудреца довольно простоты» — Курчаев
- Алексей Арбузов «Иркутская история» — Виктор
- Цырен Шагжин «Будамшуу» — Елбой ноён
- Чингиз Айтматов «Буранный полустанок» — помощник
- Эмиль Брагинский «Сдается комната одинокому мужчине» — Дергачев
- Эврипид «Троянки» ― Гектор
- Гильерме Фигейредо «Эзоп или Лиса и виноград» ― Агностос
- Баир Эрдынеев, А. Первушин «Бык Шарлай и соболиная шуба»
- Николай Гоголь «Ревизор» — Почтмейстер
- Габриэль Гарсиа Маркес «Невероятная и грустная история про простодушную Эрендиру и ее жестокосердечную бабушку» ― Фотограф
- Карло Гольдони «Король олень» ― Король олень
- Карло Гоцци «Турандот» — Император Альтоум
- Цао Юй «Гроза» — Чжоу Пин

## Роли в кино
- 1989 Возвращение Ходжи Насреддина ― Нойон Тарагай, отец Тимура
- 2006 Синдикат ― эпизод
- 2011 Наказ матери (короткометражный) ― сын